# Megadeth
Megadeth é uma banda americana de thrash metal formada em Los Angeles em 1983 pelo vocalista e guitarrista Dave Mustaine. Conhecidos por seu trabalho de guitarra tecnicamente complexo e musicalidade, o Megadeth é um dos "quatro grandes" do thrash metal americano com Metallica, Anthrax e Slayer, responsáveis pelo desenvolvimento e popularização do gênero. Sua música apresenta arranjos complexos e seções rítmicas rápidas, guitarras duplas e temas líricos de guerra, política, religião, morte e relacionamentos pessoais.
Em 1985, o Megadeth lançou seu álbum de estreia, Killing Is My Business... and Business Is Good!, pela gravadora independente Combat Records, com sucesso moderado. Ele chamou a atenção de gravadoras maiores, o que levou o Megadeth a assinar com a Capitol Records. Seu primeiro álbum de uma grande gravadora, Peace Sells... but Who's Buying?, foi lançado em 1986 e foi um grande sucesso na cena underground do metal. Os problemas de abuso de substâncias e disputas pessoais dos membros da banda trouxeram publicidade negativa ao Megadeth no final dos anos 1980. No entanto, a banda lançou uma série de álbuns de platina, incluindo So Far, So Good... So What! (1988), Rust in Peace (1990) e Countdown to Extinction (1992). Esses álbuns, com turnês mundiais, trouxeram reconhecimento público. O álbum mais recente da banda, The Sick, the Dying... and the Dead!, foi lançado em 2022.
O Megadeth passou por várias mudanças na formação ao longo de seus 41 anos de carreira, com Mustaine sendo o único membro consistente da banda. A banda se separou temporariamente em 2002 quando Mustaine sofreu uma lesão no braço e se restabeleceu em 2004 sem o baixista de longa data David Ellefson, que havia entrado com uma ação legal contra Mustaine. Ellefson fez um acordo fora do tribunal e voltou a se juntar à banda em 2010, mas foi demitido em 2021 em meio a alegações de má conduta sexual. A formação atual do Megadeth inclui Mustaine, o baixista James LoMenzo, o guitarrista Teemu Mäntysaari e o baterista Dirk Verbeuren.
O Megadeth ganhou certificações de platina nos Estados Unidos por cinco de seus dezesseis álbuns de estúdio, e recebeu doze indicações ao Grammy. O Megadeth ganhou seu primeiro prêmio Grammy em 2017 pela música "Dystopia" na categoria Melhor Performance de Metal. O mascote da banda, Vic Rattlehead, aparece regularmente na arte do álbum e em apresentações ao vivo. O Megadeth sediou seu próprio festival de música, Gigantour, várias vezes desde julho de 2005, e realizou seu primeiro MegaCruise em outubro de 2019. Em 2023, a banda vendeu mais de cinquenta milhões de álbuns em todo o mundo.

## História

### 1983–1985: Formação eKilling is My Business... And Business is Good!
Em 11 de abril de 1983, Dave Mustaine foi demitido do Metallica pouco antes da banda gravar seu álbum de estreia Kill 'Em All devido ao abuso de substâncias e conflitos pessoais com James Hetfield chutando seu cachorro. Como guitarrista principal do Metallica desde 1981, Mustaine compôs algumas das primeiras músicas do grupo e ajudou a afiar a banda em uma unidade ao vivo. Depois, Mustaine jurou vingança formando uma banda que fosse mais rápida e pesada que o Metallica. Na viagem de ônibus de volta para Los Angeles, Mustaine encontrou um panfleto do senador da Califórnia Alan Cranston que dizia: "O arsenal da megadeath não pode ser eliminado, não importa o que os tratados de paz venham a fazer." O termo "Megadeath" ficou com Mustaine e ele escreveu uma música com esse título com a grafia ligeiramente alterada para Megadeth, que, de acordo com Mustaine, representava a aniquilação do poder.
| Dave Mustaine                                                                     |  | Dave Ellefson |
| Dave Mustaine (esquerda) e David Ellefson (direita) são os fundadores do Megadeth |  |               |

Após retornar a Los Angeles, Mustaine começou a procurar novos companheiros de banda para sua banda. Ele formou a banda Fallen Angels, que incluía Lor Kane nos vocais, Robby McKinney na guitarra e Matt Kisselstein no baixo, em abril de 1983. O nome da banda foi alterado para Megadeth por recomendação de Kane. Como fundador, Mustaine adicionou seus novos vizinhos David Ellefson e Greg Handevidt à banda, que haviam se mudado de Minnesota para Los Angeles e tocavam baixo e guitarra, respectivamente. Ellefson afirmou que Handevidt, em vez de Kane, teve a ideia de mudar o nome da banda. Uma demo foi gravada pela formação (que havia se expandido para incluir Richard Girod na bateria), embora a banda tenha percebido que eles teriam que refazer algumas das músicas após o lançamento do álbum de estreia do Metallica, em julho de 1983. A única música da era do Metallica que acabou no álbum de estreia do Megadeth foi "Mechanix". As músicas daquele período incluíam "No Time", "Self Destruct", "Hair Pin Trigger", "Speak No Evil", "Eye for Eye" e "Heaven Knows". "No Time" foi um título inicial para "Set the World Afire", "Self Destruct" foi o título original para "Mary Jane" e "Speak No Evil" foi o título original de "Looking Down the Cross".
Enquanto Handevidt duraria apenas alguns meses, Mustaine e Ellefson formaram um forte vínculo musical. Apesar de seu entusiasmo, Mustaine teve problemas para encontrar outros membros para preencher a formação. Ele e Ellefson fizeram testes com cerca de 15 bateristas, na esperança de encontrar um que entendesse as mudanças de compasso na música. Depois de tocar brevemente com Dijon Carruthers, eles selecionaram Lee Rauch. Após seis meses tentando encontrar um vocalista, Mustaine decidiu fazer os vocais principais ele mesmo. Os cantores que se juntaram temporariamente à banda incluíam Billy Bonds e John Cyriis, que fundaria o Agent Steel após sua demissão do Megadeth.
Em 1984, o Megadeth gravou uma fita demo de três músicas com Mustaine, Ellefson e Rauch. A fita demo, Last Rites, foi lançada em 9 de março de 1984. Ela continha as primeiras versões de "Last Rites/Loved to Death", "The Skull Beneath the Skin" e "Mechanix", todas as quais apareceram no álbum de estreia da banda. A banda não conseguiu encontrar um segundo guitarrista compatível. Kerry King do Slayer substituiu a guitarra base em vários shows na área de São Francisco em 1984, começando com o show de estreia em 17 de fevereiro no Ruthie's Inn em Berkeley, Califórnia, bem como um show no The Keystone em Berkeley em abril e faria cinco shows no total com a banda. King voltou para o Slayer e Rauch foi substituído pelo baterista de jazz fusion Gar Samuelson. Samuelson se juntou oficialmente ao Megadeth em 24 de outubro de 1984. Samuelson já havia estado na banda de jazz The New Yorkers com o guitarrista Chris Poland. Depois de ver Samuelson se apresentar com o Megadeth como um trio, Poland foi aos bastidores e sugeriu uma audição improvisada como guitarrista principal da banda; ele se juntou ao Megadeth em dezembro de 1984.
Depois de considerar várias gravadoras, Mustaine assinou com a Combat Records, uma gravadora independente sediada em Nova Iorque que ofereceu ao Megadeth o maior orçamento para gravar e fazer turnês. Em 1985, a Combat Records deu à banda US$8.000 para gravar e produzir seu álbum de estreia. Depois de gastar US$4.000 do orçamento em drogas, álcool e comida, a banda demitiu o produtor original e terminou a gravação sozinha.
Apesar de seu som de baixa fidelidade, Killing Is My Business... and Business Is Good! foi relativamente bem-sucedido nos círculos do metal underground e atraiu o interesse de grandes gravadoras. A banda se autodenominava State Of The Art Speed Metal. O escritor musical Joel McIver elogiou sua "tecnicidade fulminante" e afirmou que o álbum "elevou o nível de toda a cena do thrash metal, com guitarristas forçados a se apresentar de forma ainda mais precisa e poderosa". A capa frontal marcou a estreia do mascote da banda Vic Rattlehead, que regularmente aparecia na arte do álbum subsequente.
Killing Is My Business... and Business Is Good! apresenta "Mechanix", uma canção que Mustaine escreveu durante seu tempo com o Metallica. Embora Mustaine tenha dito à banda após sua demissão para não usar a música que ele havia escrito, o Metallica gravou uma versão diferente da canção, "The Four Horsemen", com um andamento mais lento e uma seção intermediária melódica. O álbum também incluiu um cover de "These Boots Are Made for Walkin'" de Nancy Sinatra, em um andamento mais rápido e com letras alteradas. A versão do Megadeth gerou controvérsia durante a década de 1990, quando seu escritor, Lee Hazlewood, chamou as mudanças de Mustaine de "vis e ofensivas". Sob ameaça de ação legal, a canção foi removida das prensagens lançadas de 1995 a 2001.
Em meados de 1985, em um projeto com a banda canadense de speed metal Exciter, o Megadeth fez sua primeira turnê norte-americana: a Killing for a Living Tour. O guitarrista Mike Albert substituiu Poland, que estava lutando contra o vício em drogas. Embora Albert fosse originalmente suposto ser um substituto permanente, Poland voltou ao Megadeth em outubro de 1985, pouco antes do grupo começar a gravar seu segundo álbum para o Combat.

### 1986–1987:Peace Sells... but Who's Buying?
De acordo com Mustaine, o Megadeth estava sob pressão para entregar outro álbum de sucesso: "Aquele segundo álbum é o 'tudo ou nada' de qualquer banda. Ou você vai para o próximo nível, ou é o começo do nadir." Mustaine compôs a música para o álbum, com os outros membros adicionando ideias de arranjos.
O álbum foi produzido com um orçamento de US$25.000 da Combat Records. Insatisfeita com suas limitações financeiras, a banda deixou a Combat e assinou com a Capitol Records. A Capitol comprou os direitos do álbum e contratou o produtor Paul Lani para remixar as gravações anteriores. Lançado no final de 1986, Peace Sells... but Who's Buying? tem uma produção mais clara e uma composição mais sofisticada. Mustaine queria escrever letras socialmente conscientes, ao contrário das bandas de heavy metal tradicionais que cantavam sobre "prazeres hedonistas". O álbum foi conhecido por seus comentários políticos e ajudou o Megadeth a expandir sua base de fãs. A faixa-título foi o segundo single do álbum e foi acompanhada por um videoclipe que recebeu exibição regular na MTV.
Em fevereiro de 1987, o Megadeth foi o ato de abertura da turnê Constrictor de Alice Cooper, e no mês seguinte começou sua primeira turnê mundial como atração principal no Reino Unido. A turnê de 72 semanas foi apoiada por Overkill e Necros, e continuou nos Estados Unidos. Durante a turnê, Mustaine e Ellefson consideraram demitir Samuelson por seu abuso de drogas. De acordo com Mustaine, Samuelson havia se tornado muito difícil de lidar quando intoxicado. O baterista Chuck Behler viajou com o Megadeth para as últimas datas da turnê, pois os outros membros da banda temiam que Samuelson não pudesse continuar. Poland brigou com Mustaine e foi acusado de vender equipamentos da banda para comprar heroína. Como resultado, Samuelson e Poland foram convidados a deixar o Megadeth em 1987, com Behler se tornando o baterista em tempo integral da banda.
Poland foi inicialmente substituído por Jay Reynolds do Malice, mas quando a banda começou a trabalhar em seu próximo disco, Reynolds foi substituído por seu professor de guitarra, Jeff Young, quando o Megadeth estava seis semanas gravando seu terceiro álbum.

### 1988–1989:So Far, So Good... So What!
Com um orçamento de uma grande gravadora, o So Far, So Good... So What! produzido por Paul Lani levou mais de cinco meses para ser gravado. A produção foi atormentada por problemas, em parte devido à luta de Mustaine contra o vício em drogas. Mustaine disse mais tarde: "A produção de So Far, So Good... So What! foi horrível, principalmente devido às substâncias e às prioridades que tínhamos ou não tínhamos na época." Mustaine entrou em conflito com Lani, começando com a insistência de Lani de que a bateria fosse gravada separadamente dos pratos, um processo inédito para bateristas de rock. Mustaine e Lani se afastaram durante a mixagem, e Lani foi substituído por Michael Wagener, que remixou o álbum.
So Far, So Good... So What! foi lançado em janeiro de 1988 e foi bem recebido pelos fãs e críticos. O álbum trazia uma versão cover de "Anarchy in the U.K." dos Sex Pistols; Mustaine mudou a letra, dizendo mais tarde que simplesmente as tinha ouvido incorretamente. Para divulgar o álbum, o Megadeth embarcou em uma turnê mundial que durou quase oito meses. A banda (junto com Savatage) abriu para Dio na turnê Dream Evil e apoiou o Iron Maiden em sua turnê Seventh Son of a Seventh Son, ambas nos Estados Unidos. Eles também encabeçaram uma turnê norte-americana com Warlock e Sanctuary (cujo álbum de estreia Refuge Denied foi produzido por Mustaine), e uma jornada europeia com Testament, Nuclear Assault, Flotsam and Jetsam e Sanctuary.
Em junho de 1988, o Megadeth apareceu no documentário de Penelope Spheeris, The Decline of Western Civilization Part II: The Metal Years. O documentário narrou a cena heavy metal de Los Angeles do final dos anos 1980, e Spheeris, que dirigiu o Megadeth no vídeo de "Wake Up Dead", decidiu incluí-los para apresentar uma banda mais séria em contraste com os grupos de glam metal. Mustaine se lembrou do filme como uma decepção, pois alinhou o Megadeth com "um bando de bandas de merda".
Em agosto, a banda apareceu no festival Monsters of Rock em Castle Donington no Reino Unido, se apresentando para um público de mais de 100.000. Um show contou com a participação especial do baterista do Metallica (e ex-companheiro de banda de Mustaine) Lars Ulrich. A banda foi adicionada à turnê europeia Monsters of Rock, mas saiu após o primeiro show devido aos problemas de drogas de Ellefson, para os quais ele foi tratado imediatamente. O Megadeth foi substituído pelo Testament.
Pouco depois da aparição no Monsters of Rock, Mustaine demitiu Behler e Young e cancelou a turnê australiana do Megadeth. "Na estrada, as coisas evoluíram de uma pequena escaramuça na fronteira para uma guerra violenta", Mustaine lembrou mais tarde. "Acho que muitos de nós éramos inconsistentes por causa das [drogas]." Durante a turnê, Mustaine percebeu problemas se desenvolvendo com Behler e trouxe o baterista Nick Menza como técnico de bateria de Behler. Assim como Samuelson, esperava-se que Menza assumisse o comando se Behler não pudesse continuar a turnê. Menza substituiu Behler em 1989. A demissão de Young resultou das suspeitas de Mustaine de que ele estava tendo um caso com a então namorada de Mustaine, uma alegação que Young negou.
A banda não conseguiu encontrar rapidamente um substituto adequado para Young. Embora 1989 tenha marcado a primeira vez desde seu início que o Megadeth não fez turnê nem fez pelo menos um show, eles gravaram uma versão cover de "No More Mr. Nice Guy" de Alice Cooper, que apareceu na trilha sonora do filme de terror Shocker de Wes Craven. O vídeo foi dirigido por Penelope Spheeris, que se lembrou das filmagens como uma "tarefa hercúlea", pois Mustaine não conseguia tocar violão por causa de seu vício em drogas. Durante as audições de março de 1989 para um novo guitarrista principal, Mustaine foi preso por dirigir sob influência e posse de narcóticos após bater em um veículo estacionado ocupado por um policial de folga. Mustaine entrou em reabilitação de drogas ordenada pelo tribunal logo depois e ficou livre das drogas pela primeira vez em dez anos.

### 1990–1991:Rust in Peace
Com Mustaine sóbrio, o Megadeth continuou procurando um novo guitarrista principal. O guitarrista do Guns N' Roses, Slash, estava tocando com Mustaine e Ellefson, e embora parecesse que ele poderia se juntar ao Megadeth, ele permaneceu no Guns N' Roses. Dimebag Darrell do Pantera recebeu a oferta de emprego, mas o acordo fracassou depois que Mustaine recusou seu pedido de recrutar seu irmão, o baterista do Pantera Vinnie Paul, pois ele já havia contratado Menza. A oferta também foi estendida a Criss Oliva, que também recusou, pois não queria deixar o Savatage. Jeff Loomis, que mais tarde formaria os titãs do metal progressivo Nevermore, também fez o teste, embora Mustaine o considerasse jovem demais para entrar, pois Loomis tinha apenas 18 anos na época.

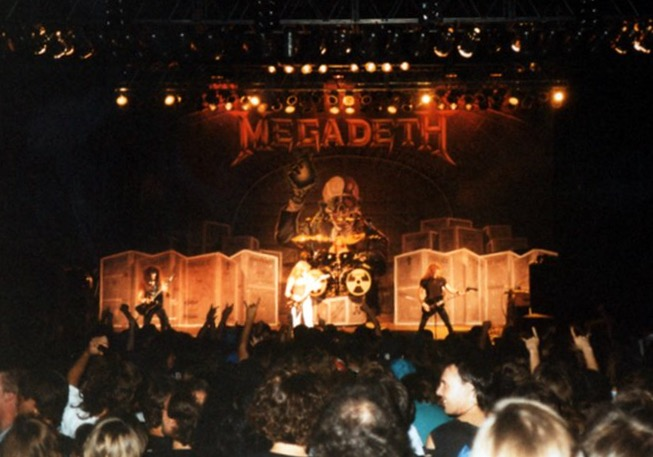
Megadeth se apresentando no Sloss Furnaces em Birmingham, Alabama, em julho de 1991

Marty Friedman ocupou o cargo de guitarrista por recomendação de Ron Laffitte, um membro da administração da Capitol. Laffitte tinha ouvido Dragon's Kiss, uma gravação solo de Friedman quando ele estava no Cacophony. Mustaine e Ellefson ficaram satisfeitos com o estilo de Friedman e pensaram que ele entendia a música do Megadeth. Com Friedman no grupo, a banda completou o que os fãs consideram a formação definitiva do Megadeth. A banda revitalizada entrou no estúdio da Rumbo Recorders em março de 1990 com o coprodutor Mike Clink para começar o álbum mais aclamado pela crítica do Megadeth, Rust in Peace. Clink foi o primeiro produtor a concluir um álbum do Megadeth sem ser demitido. Sua gravação foi documentada em Rusted Pieces, um vídeo caseiro lançado em 1991 com seis videoclipes e uma entrevista com a banda.
Lançado em setembro de 1990, Rust in Peace estreou na posição 23 nos Estados Unidos e na posição oito no Reino Unido. Mustaine desenvolveu um estilo de escrita com um toque progressivo e ritmicamente complexo, e as músicas apresentavam solos de guitarra mais longos e mudanças frequentes de andamento. Descrito como um trabalho que define o gênero pela Decibel, o álbum solidificou a reputação do Megadeth na indústria musical. Ele apresenta os singles "Holy Wars... The Punishment Due" e "Hangar 18", ambos acompanhados por videoclipes e se tornaram clássicos ao vivo. Rust in Peace recebeu uma indicação ao Grammy em 1991 de Melhor Performance de Metal, e foi o terceiro álbum de platina do grupo, certificado em dezembro de 1994.
No início de 1990, o Megadeth se juntou ao Slayer, Testament e Suicidal Tendencies para a bem-sucedida turnê europeia Clash of the Titans, apresentando várias bandas americanas de thrash metal. Uma etapa americana começou no ano seguinte com Megadeth, Slayer e Anthrax, com Alice in Chains como banda de apoio. A turnê foi considerada multi-headliner, já que as três bandas principais alternavam horários. Além da turnê Clash of the Titans, o Megadeth (junto com Testament) apoiou o Judas Priest em sua turnê Painkiller na América do Norte no final de 1990 e apareceu no segundo festival Rock in Rio em janeiro de 1991. Em julho de 1991, a música "Go to Hell" foi apresentada no filme Bill & Ted's Bogus Journey e em sua trilha sonora.

### 1992–1993:Countdown to Extinction
A música para o quinto álbum de estúdio do Megadeth foi escrita em duas sessões diferentes. A primeira sessão ocorreu após a conclusão da turnê Clash of the Titans, enquanto a segunda sessão aconteceu no outono de 1991, após uma pausa de um mês. As sessões de gravação do álbum começaram em janeiro de 1992 no Enterprise Studios em Burbank, Califórnia. Max Norman foi escolhido para produzir, pois a banda ficou satisfeita com sua mixagem de Rust in Peace. O Megadeth passou quase quatro meses no estúdio com Norman, escrevendo e gravando o que se tornou o álbum de maior sucesso comercial da banda, Countdown to Extinction. O álbum, cujo título foi sugerido por Menza, apresenta contribuições de composição de cada membro da banda. Ellefson explicou que a banda mudou sua abordagem para a composição deste álbum, começando a escrever músicas mais melódicas.
Lançado em julho de 1992, Countdown to Extinction entrou na parada Billboard 200 na segunda posição e foi certificado como dupla platina nos Estados Unidos. Recebeu uma indicação para Melhor Performance de Metal no Grammy Awards de 1993, e sua faixa-título ganhou um prêmio Genesis da Humane Society em 1993 por aumentar a conscientização sobre questões de direitos dos animais. Ellefson disse mais tarde que ele e Friedman ficaram desapontados que o Megadeth não ganhou o Grammy: "Foi um momento tão bizarro, porque foi como se a quantidade de trabalho que levou para chegar àquela noite esperançosa tivesse literalmente desaparecido em um segundo."
Uma turnê mundial em apoio ao álbum foi lançada no final de 1992, com Pantera e White Zombie como bandas de apoio. A turnê incluiu uma etapa norte-americana no início de 1993, com Stone Temple Pilots como banda de abertura. Um mês após a etapa, os shows restantes, incluindo datas no Japão, foram cancelados quando Mustaine voltou ao abuso de substâncias, terminando em um pronto-socorro de hospital. Após sete semanas em reabilitação, Mustaine emergiu sóbrio novamente e a banda voltou ao estúdio para gravar "Angry Again". A música está na trilha sonora do filme O Último Grande Herói de 1993 e recebeu uma indicação ao Grammy em 1994.
Em meados de 1993, o Megadeth se apresentou em vários shows com o Metallica na Europa. O primeiro foi no Milton Keynes Bowl, na Inglaterra, e incluiu o Diamond Head. Em julho, o Megadeth foi adicionado como o ato de abertura da turnê Get a Grip Tour do Aerosmith, mas foi removido do projeto após três shows. O Aerosmith disse que o Megadeth foi "abandonado" por causa do comportamento errático de Mustaine, enquanto a Capitol Records disse que foi devido a "restrições artísticas". Após o cancelamento da turnê pelos EUA, o Megadeth retornou ao estúdio para gravar "99 Ways to Die", que apareceu no The Beavis and Butt-Head Experience, um álbum de compilação lançado em novembro com músicas intercaladas com comentários dos personagens principais da série animada Beavis and Butt-Head. A música foi indicada para Melhor Performance de Metal no Grammy Awards de 1995. Durante essas sessões, o Megadeth gravou uma versão cover de "Paranoid" do Black Sabbath, que apareceu no álbum tributo ao Black Sabbath, Nativity in Black. Ele foi indicado ao Grammy no ano seguinte.

### 1994–1995:Youthanasia
No início de 1994, o Megadeth se reuniu com o produtor Max Norman para o sucessor de Countdown to Extinction. Com três membros da banda morando no Arizona, o trabalho inicial começou no Phase Four Studios em Phoenix. Poucos dias após o início da pré-produção, problemas com o equipamento do Phase Four forçaram a banda a procurar outro estúdio. Mustaine insistiu em gravar no Arizona, mas nenhuma instalação de gravação adequada foi encontrada. A pedido de Norman, a banda construiu seu próprio estúdio de gravação em Phoenix em um armazém alugado, mais tarde chamado de "Fat Planet no Hangar 18". Durante a construção do estúdio, grande parte da composição e arranjos de pré-produção foram feitos na Vintage Recorders em Phoenix. Por sugestão de Norman, as faixas de Youthanasia tinham um andamento mais lento do que os álbuns anteriores, cerca de 120 batidas por minuto. A banda abandonou a abordagem progressiva de seus álbuns anteriores e se concentrou em melodias vocais mais fortes e arranjos mais acessíveis e amigáveis ao rádio. Pela primeira vez, o Megadeth escreveu e arranjou o álbum inteiro no estúdio, incluindo faixas básicas gravadas ao vivo por toda a banda. A gravação do álbum foi gravada em vídeo e lançada como Evolver: The Making of Youthanasia em 1995.
Após oito meses de trabalho em estúdio, Youthanasia foi lançado em novembro de 1994. Estreou na quarta posição na Billboard 200 e figurou em vários países europeus. O álbum foi certificado ouro no Canadá no dia em que foi lançado, e foi certificado platina nos EUA dois meses depois. O Megadeth contratou o fotógrafo de moda Richard Avedon para melhorar a imagem da banda. Avedon fez com que os membros da banda trocassem seus jeans e camisetas por uma aparência mais consciente. Para promover Youthanasia, a banda fez um show de Halloween na cidade de Nova Iorque chamado "Night of the Living Megadeth", que foi transmitido ao vivo pela MTV. Em novembro, a banda se apresentou duas vezes no Late Show with David Letterman, tocando "Train of Consequences" na primeira aparição e "À Tout le Monde" na segunda.
Uma turnê de onze meses começou na América do Sul em novembro de 1994. Em 1995, o Megadeth tocou na Europa e América do Norte com vários atos de abertura, incluindo Corrosion of Conformity, Korn e Fear Factory. A turnê culminou com uma aparição no festival Monsters of Rock no Brasil, co-headlining com Alice Cooper e Ozzy Osbourne. Em janeiro de 1995, o Megadeth apareceu na trilha sonora do filme de terror Demon Knight com a música "Diadems". Em julho, o Megadeth lançou Hidden Treasures, um extended play com músicas que originalmente apareceram em trilhas sonoras de filmes e álbuns tributo.

### 1996–1999:Cryptic WritingseRisk
Após completar a extensa turnê mundial em apoio ao Youthanasia, o Megadeth tirou uma folga na maior parte de 1996 e quase se separou. Durante este período, Mustaine começou a trabalhar no MD.45, um projeto paralelo com o vocalista Lee Ving do Fear. A maioria das músicas do álbum eram destinadas ao Megadeth, mas devido à banda quase se separar, Mustaine decidiu usá-las para o MD.45. A dupla contratou o baterista Jimmy DeGrasso, que havia tocado com Alice Cooper na turnê sul-americana Monsters of Rock no início daquele ano. Marty Friedman construiu um estúdio em sua nova casa em Phoenix e completou seu quarto álbum solo, lançado em abril de 1996.
Em setembro de 1996, o Megadeth foi para Londres para trabalhar nas músicas do próximo álbum. A composição foi supervisionada de perto pelo novo empresário Bud Prager, que contribuiu com ideias musicais e letras; muitas letras e títulos de músicas foram alterados a seu pedido. Sobre a influência de Prager, Mustaine escreveu mais tarde: "Imaginei que talvez esse cara [Prager] pudesse me ajudar a conseguir aquele disco número um intangível que eu tanto queria." O álbum, gravado em Nashville, foi a primeira colaboração do Megadeth com o produtor country pop Dann Huff, que conheceu Mustaine em 1990.
Cryptic Writings foi lançado em junho de 1997. O álbum alcançou a décima posição na Billboard 200, e acabou sendo certificado ouro nos Estados Unidos. Seu primeiro single, "Trust", se tornou a música mais bem colocada do Megadeth no Mainstream Rock Tracks, na quinta posição, e foi indicada para Melhor Performance de Metal no Grammy de 1998. Embora todos os quatro singles do álbum tenham entrado no top 20 na parada Mainstream Rock Tracks da Billboard, a resposta da imprensa ao álbum foi mista. O álbum apresentou um conjunto diversificado de músicas que o Los Angeles Times descreveu como um "equilíbrio estimulante" entre material antigo e músicas experimentais. Questionado sobre o ecletismo do álbum, Mustaine disse que Cryptic Writings foi dividido em terços. Uma parte era baseada em material mais rápido e agressivo, outra era "música orientada para o rádio como Youthanasia", e o terço final era mais melódico.
Depois de mais de um ano desde o último show da banda, o Megadeth retornou como um ato ao vivo em junho de 1997, iniciando uma turnê mundial com os Misfits e excursionando pelos Estados Unidos com Life of Agony e Coal Chamber. Em julho, a banda participou do Ozzfest '98, mas, no meio da turnê, Menza supostamente descobriu um tumor no joelho e saiu para se submeter a uma cirurgia. Jimmy DeGrasso, que havia colaborado com Mustaine no MD.45, foi contratado para substituir Menza pelo restante da turnê. Embora inicialmente destinado a ser um substituto temporário, DeGrasso se juntou à banda permanentemente após a turnê. Mustaine disse mais tarde que dispensou Menza da banda porque acreditava que o baterista havia mentido sobre ter câncer.
Após o sucesso da banda nas rádios com Cryptic Writings, o Megadeth trabalhou novamente com Dann Huff em seu oitavo álbum de estúdio. A banda começou a escrever em janeiro de 1999, supervisionada pelo empresário Bud Prager, que foi creditado como coautor de cinco das doze músicas do álbum. Com grandes expectativas após o sucesso nas paradas de "Trust", Prager convenceu Mustaine a conceder a Huff ainda mais controle sobre a gravação do álbum, uma decisão da qual Mustaine se arrependeu mais tarde.
Risk, lançado em agosto de 1999, foi um fracasso comercial e de crítica e levou à reação de muitos fãs de longa data. Embora seus dois predecessores incorporassem elementos de rock ao lado de um som de heavy metal mais tradicional, Risk era virtualmente desprovido de metal. Sobre a direção musical da banda, Dave Mustaine disse: "Chegamos ao ponto mais baixo da nossa carreira com Risk, e eu jurei depois disso que voltaríamos às nossas raízes. Demorou um pouco para fazer isso." Apesar disso, Risk foi certificado ouro nos Estados Unidos. O single principal do álbum, "Crush 'Em", apareceu na trilha sonora de Universal Soldier: The Return e foi usado como tema de entrada para jogos de hóquei da NHL e eventos de luta livre profissional.

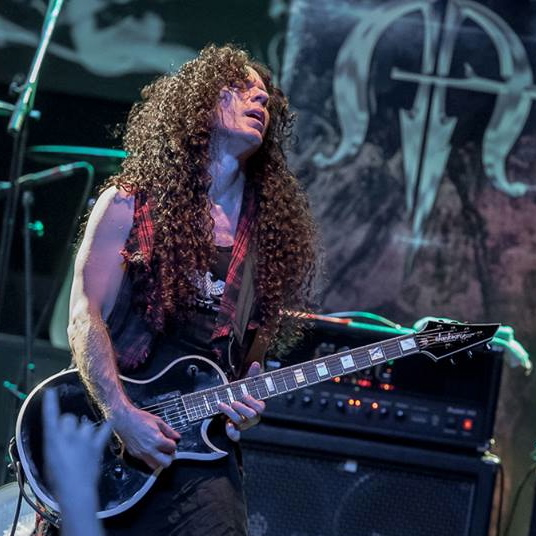
O guitarrista Marty Friedman deixou o Megadeth no final de 1999, alegando "diferenças musicais".

Em 14 de julho de 1999, o ex-baterista Gar Samuelson morreu de insuficiência hepática aos 41 anos em Orange City, Flórida. Onze dias depois, durante a apresentação do Megadeth na Woodstock '99, Mustaine dedicou "Peace Sells" à memória de Samuelson. Naquele mês, o Megadeth também gravou uma versão cover de "Never Say Die" do Black Sabbath para o segundo álbum tributo ao Nativity in Black. A banda começou uma turnê mundial em apoio ao Risk em setembro, tocando com o Iron Maiden durante a etapa europeia. Três meses após o início da turnê, Friedman anunciou sua renúncia do Megadeth, citando diferenças musicais. Mustaine disse mais tarde: "Eu disse [Marty] depois do Risk que tínhamos que voltar às nossas raízes e tocar metal, e ele desistiu."

### 2000–2002:The World Needs a Hero, separação, e hiato
Em janeiro de 2000, o guitarrista Al Pitrelli, ex-integrante do Savatage e da Trans-Siberian Orchestra, tornou-se o substituto de Friedman. O Megadeth retornou ao estúdio em abril para trabalhar em seu nono álbum de estúdio. Um mês após o início da produção, a banda recebeu uma oferta para participar da turnê Maximum Rock com Anthrax e Mötley Crüe. O Megadeth colocou a gravação em espera e fez uma turnê pela América do Norte durante o segundo trimestre de 2000. No início da turnê, o Anthrax foi removido do projeto, permitindo que o Megadeth tocasse um set estendido como atração principal. A turnê, no entanto, sofreu com a baixa venda de ingressos.
Após 15 anos com a Capitol Records, o Megadeth deixou a gravadora em julho de 2000. De acordo com Mustaine, a saída foi devido às tensões contínuas com a gerência da Capitol. A Capitol devolveu as gravações mais recentes da banda e lançou um álbum de grandes sucessos, Capitol Punishment: The Megadeth Years, com duas novas faixas: "Kill the King" e "Dread and the Fugitive Mind". Em novembro, o Megadeth assinou com a Sanctuary Records. A banda retornou ao estúdio em outubro para finalizar seu próximo álbum, The World Needs a Hero, que estava quase concluído quando o Megadeth se juntou à turnê Maximum Rock seis meses antes. Após a resposta negativa ao Risk, Mustaine demitiu Bud Prager e produziu o álbum sozinho. As músicas foram escritas apenas por Mustaine, exceto "Promises", que teve contribuições de Pitrelli. Dois dias antes do lançamento de The World Needs a Hero, o Megadeth apareceu em um episódio do Behind the Music da VH1 apresentando Mustaine, Ellefson, vários ex-membros e os antigos companheiros de banda de Mustaine no Metallica, James Hetfield e Lars Ulrich.
The World Needs a Hero foi lançado em maio de 2001 e estreou na décima sexta posição na Billboard 200. Foi proibido na Malásia quando o governo nacional determinou que a arte do álbum era "inadequada para a juventude do país". Consequentemente, a banda cancelou seu show de 2 de agosto em Kuala Lumpur. O álbum marcou o retorno do Megadeth a um som mais agressivo após as variações estilísticas de seus dois álbuns anteriores, mas os críticos sentiram que ficou aquém das expectativas. Mustaine comparou o álbum a um enorme navio no mar, girando e tentando se endireitar para voltar ao curso. Seu primeiro single, "Moto Psycho", alcançou a posição 22 na parada Billboard Mainstream Rock.

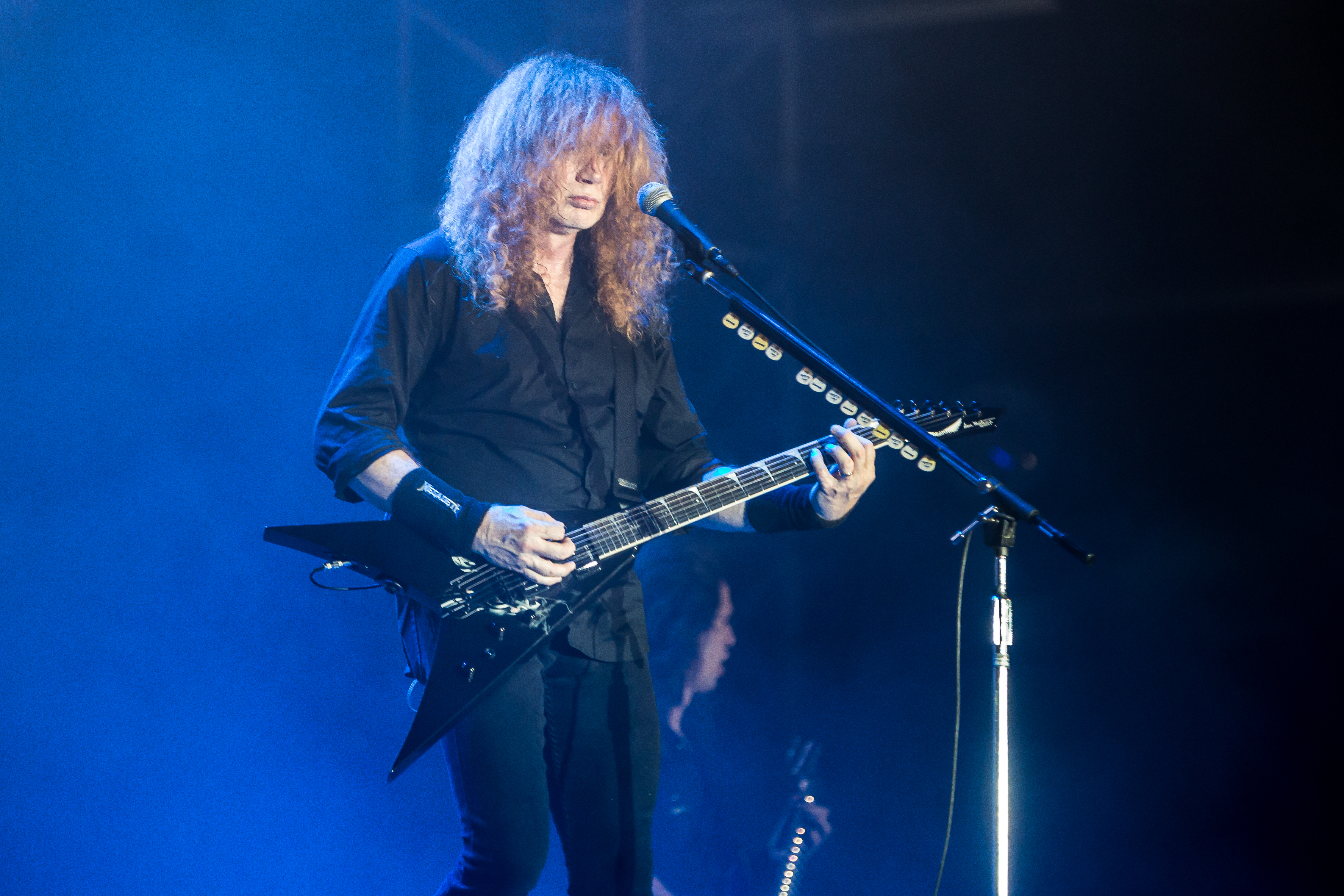
Mustaine dissolveu o Megadeth em 2002, após uma lesão no braço que o impediu de tocar guitarra.

Uma turnê europeia com o AC/DC em apoio ao The World Needs a Hero começou em meados de 2001, seguida por uma turnê americana com o Iced Earth e Endo em setembro. Mustaine permitiu que os fãs escolhessem o setlist em cada cidade americana. No entanto, a turnê foi interrompida após os ataques de 11 de setembro; todas as datas foram canceladas, incluindo uma filmagem de DVD na Argentina. A banda fez dois shows no Arizona em 16 e 17 de novembro, que foram filmados e lançados como o primeiro lançamento ao vivo do Megadeth, Rude Awakening. Naquele ano, Killing Is My Business... and Business Is Good! foi remixado e remasterizado; a reedição apresentou arte modificada e várias faixas bônus.
Em janeiro de 2002, Mustaine foi hospitalizado para a remoção de uma pedra no rim e recebeu medicação para dor que desencadeou uma recaída de seu vício em drogas. Após sua estadia, Mustaine se internou em um centro de tratamento no Texas. Enquanto estava lá, Mustaine adormeceu com o braço esquerdo sobre o encosto de uma cadeira, causando compressão do nervo radial. Posteriormente, ele foi diagnosticado com neuropatia radial, que o deixou incapaz de agarrar ou fechar o punho com a mão esquerda.
Em 3 de abril, Mustaine anunciou em um comunicado à imprensa que estava dissolvendo o Megadeth, já que sua lesão no braço o impediu de tocar guitarra. Nos quatro meses seguintes, ele fez fisioterapia cinco dias por semana e lentamente começou a "reeducar" sua mão esquerda. Para cumprir as obrigações contratuais com o Sanctuary, o Megadeth lançou o álbum de compilação Still Alive... and Well?. A primeira metade do álbum contém faixas ao vivo gravadas no Web Theatre em Phoenix, e a segunda metade tem gravações de estúdio de The World Needs a Hero.
Após quase um ano de recuperação, incluindo fisioterapia, Mustaine começou a trabalhar no que seria seu primeiro álbum solo. As sessões de gravação do novo material, com os músicos de sessão Vinnie Colaiuta e Jimmie Lee Sloas, começaram em outubro de 2003 e foram concluídas em abril de 2004. O projeto foi suspenso quando Mustaine concordou em remixar e remasterizar o catálogo de oito álbuns do Megadeth na Capitol Records, regravando partes que estavam faltando.

### 2004–2005: Reforma andThe System Has Failed
Em maio de 2004, Mustaine retornou ao seu projeto solo. As obrigações contratuais com a gravadora europeia da banda, a EMI, resultaram no lançamento da gravação como um álbum do Megadeth. Mustaine reformou a banda e contatou a formação favorita dos fãs do Rust in Peace para regravar as faixas de apoio. Enquanto o baterista Nick Menza concordou em retornar, Marty Friedman e David Ellefson não conseguiram chegar a um acordo com Mustaine. Menza foi mandado para casa logo após o início dos ensaios, alguns dias antes do início de uma turnê de apoio ao próximo álbum do Megadeth. Mustaine disse que Menza não estava suficientemente preparado para as exigências físicas de uma turnê pelos EUA e "simplesmente não deu certo". Este foi o primeiro álbum sem Ellefson. Chris Poland, que tocou guitarra solo nos dois primeiros álbuns do Megadeth, foi contratado para contribuir com solos de guitarra para o novo álbum, trabalhando com Mustaine pela primeira vez desde a década de 1990. Poland optou por servir apenas como músico de sessão, querendo permanecer focado em seu projeto de jazz fusion OHM.

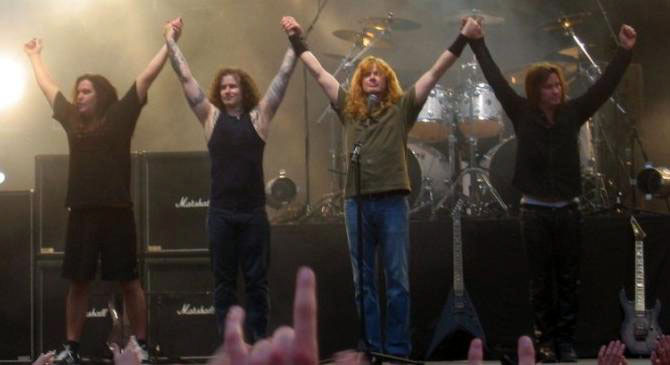
A formação do Megadeth de 2004–2006 no Sauna Open Air Metal Festival 2005: Da esquerda para a direita: Shawn Drover, James MacDonough, Dave Mustaine e Glen Drover.

The System Has Failed foi lançado em setembro de 2004. Os críticos o anunciaram como um retorno à forma; Revolver deu ao álbum uma crítica favorável, chamando-o de "a oferta mais vingativa, pungente e musicalmente complexa do Megadeth desde Countdown to Extinction de 1992". O álbum marcou uma mudança em direção ao som anterior da banda; a jornalista Amy Sciarretto do CMJ New Music Report escreveu que o álbum continha "riffs neo-thrash com letras mordazes e politicamente carregadas". The System Has Failed estreou na posição dezoito na Billboard 200 e foi liderado por "Die Dead Enough", que alcançou a posição 21 na Mainstream Rock dos EUA. Mustaine anunciou que o álbum seria o último da banda e seria seguido por uma turnê de despedida, após a qual ele se concentraria em uma carreira solo.
O Megadeth começou a turnê mundial Blackmail the Universe em outubro, alistando o baixista James MacDonough do Iced Earth e o guitarrista Glen Drover do Eidolon e King Diamond. Cinco dias antes do primeiro show, Menza foi substituído por Shawn Drover, que permaneceu na banda como membro regular. A banda fez uma turnê pelos EUA com Exodus e pela Europa com Diamond Head e Dungeon. Em junho de 2005, a Capitol lançou uma compilação de grandes sucessos, Greatest Hits: Back to the Start, apresentando versões remixadas e remasterizadas de músicas escolhidas pelos fãs dos álbuns da Capitol do Megadeth.
Em meados de 2005, Mustaine organizou uma turnê anual de festivais de thrash metal, Gigantour. O Megadeth foi a atração principal da turnê inaugural com bandas como Dream Theater, Nevermore, Anthrax e Fear Factory. As apresentações nos shows de Montreal e Vancouver foram filmadas e gravadas para um conjunto de DVD e CD ao vivo lançado no segundo trimestre de 2006. Em 9 de outubro, após os sucessos de The System Has Failed e da turnê mundial Blackmail the Universe, Mustaine anunciou para uma multidão lotada no Pepsi Music Rock Festival na Argentina que o Megadeth continuaria a gravar e fazer turnês. O show, realizado no estádio Obras Sanitarias em Buenos Aires diante de 25.000 fãs, foi filmado e lançado em DVD como That One Night: Live in Buenos Aires em 2007.

### 2006–2008:United Abominations
Em fevereiro de 2006, o baixista James MacDonough deixou a banda por "diferenças pessoais". Ele foi substituído por James LoMenzo, que havia trabalhado com David Lee Roth, White Lion e Black Label Society. A nova formação do Megadeth fez sua estreia ao vivo como atração principal do Dubai Desert Rock Festival nos Emirados Árabes Unidos com Testament. Em março, a Capitol lançou um DVD de dois discos, Arsenal of Megadeth, que incluía filmagens de arquivo, entrevistas, shows ao vivo e muitos dos videoclipes da banda. Devido a problemas de licenciamento, trilhas sonoras e vídeos não pertencentes à Capitol não foram incluídos. A segunda Gigantour começou durante o terceiro trimestre de 2006; o Megadeth novamente foi a atração principal, desta vez com Lamb of God, Opeth, Arch Enemy e Overkill. A turnê de 2006 incluiu três datas na Austrália, apoiadas por Soulfly, Arch Enemy e Caliban.
Em maio de 2006, o Megadeth anunciou que seu décimo primeiro álbum de estúdio, United Abominations, estava quase pronto. Originalmente programado para ser lançado em outubro, Mustaine disse que a banda estava "dando os retoques finais" e adiou seu lançamento para maio do ano seguinte. Ele comentou sobre o lançamento: "O metal precisa de um disco old-school realmente bom novamente. Acredito que entreguei." United Abominations foi o primeiro álbum da banda a apresentar Glen Drover, Shawn Drover e James LoMenzo. Ele também tem uma versão mais recente de "A Tout le Monde" intitulada "À Tout le Monde (Set Me Free)". A versão de 2007 é um dueto com Cristina Scabbia do Lacuna Coil; foi gravado em um andamento um pouco mais rápido do que o original e contém um solo estendido.
Lançado em maio de 2007, United Abominations estreou na oitava posição na Billboard 200, vendendo 54.000 cópias na primeira semana. Em março, o Megadeth começou uma turnê norte-americana abrindo para o recém-reformado Heaven & Hell. A banda tocou com o Down para shows canadenses e com o Machine Head para as datas nos EUA. Uma turnê de festivais de verão europeus se seguiu. No final do ano, o Megadeth retornou aos Estados Unidos para encabeçar seu Tour of Duty. Em novembro, a banda trouxe o Gigantour para a Austrália com uma formação que incluía Static-X, DevilDriver e Lacuna Coil.

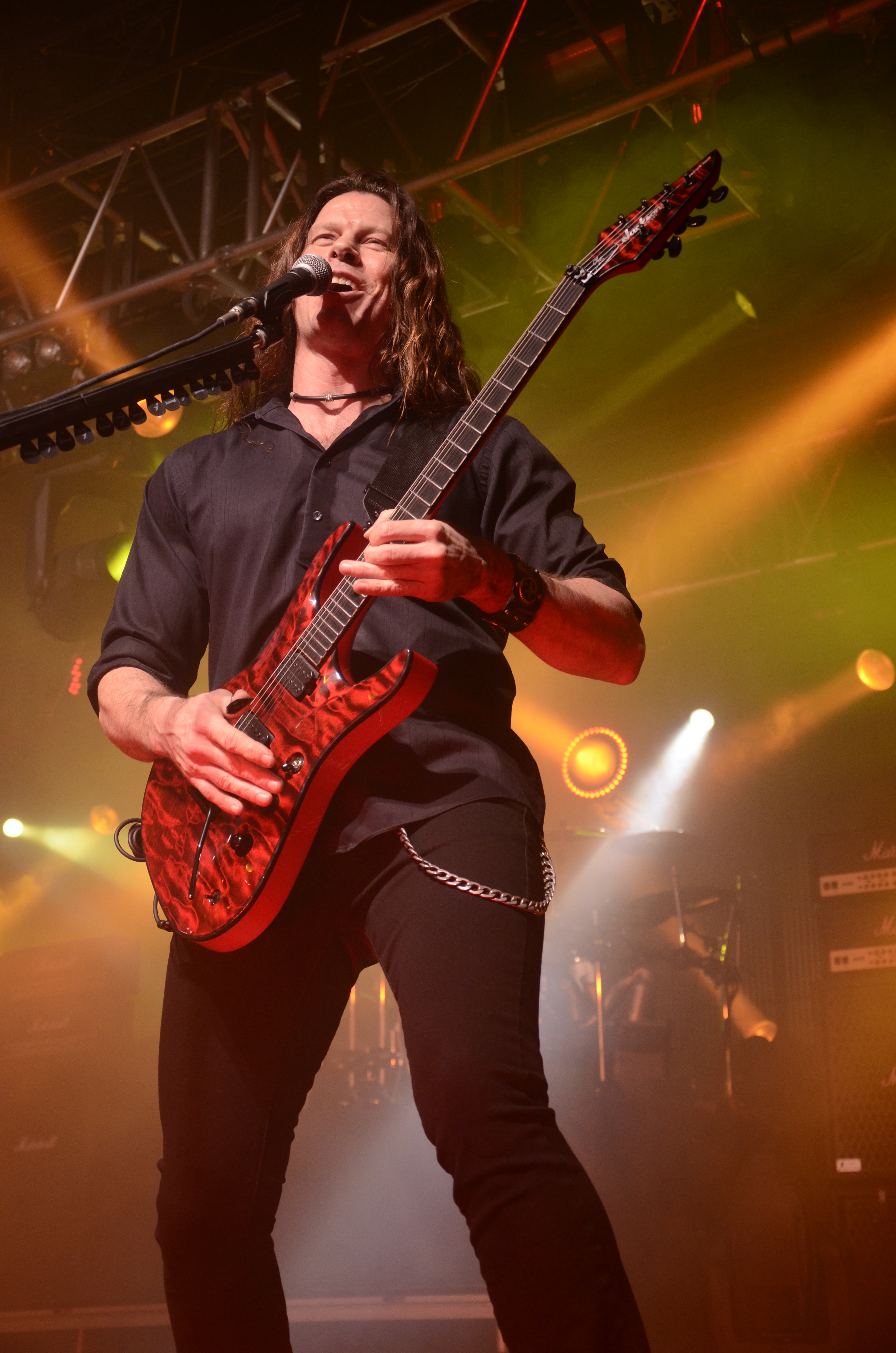
O guitarrista Chris Broderick se juntou ao Megadeth em 2008, substituindo Glen Drover.

Em janeiro de 2008, Glen Drover deixou o Megadeth, afirmando que estava cansado das turnês frequentes e queria passar mais tempo com sua família. Ele também citou problemas pessoais com outros membros da banda. Drover foi substituído por Chris Broderick, ex-Nevermore e Jag Panzer. Broderick foi inicialmente questionado pela empresa de gestão de Mustaine no final de 2007 se ele estaria interessado em fazer um teste para o Megadeth. Após uma reunião informal na casa de Mustaine, Broderick foi apresentado como o novo guitarrista da banda. Mustaine elogiou as habilidades de tocar de Broderick e o chamou de "o melhor guitarrista que o Megadeth já teve". O ex-companheiro de banda de Broderick no Nevermore, Van Williams, parabenizou o Megadeth por "ter um ótimo músico, mais importante, eles estão conseguindo um ótimo cara para sair e um verdadeiro amigo".
A nova formação fez sua estreia ao vivo no Helsinki Ice Hall em 4 de fevereiro. A Gigantour de 2008, com 29 datas na América do Norte, começou logo depois. Mustaine queria uma formação mais curta, permitindo que cada banda tivesse uma chance de se apresentar bem. A terceira turnê contou com In Flames, Children of Bodom, Job for a Cowboy e High on Fire. O Megadeth continuou a Tour of Duty na América do Sul e no México em maio e junho. Um álbum de compilação, Anthology: Set the World Afire, foi lançado em 30 de setembro de 2008.

### 2009–2010:Endgamee retorno de Ellefson
Em fevereiro de 2009, o Megadeth e o Testament foram programados para a turnê europeia "Priest Feast", com o Judas Priest como atração principal. Nessa época, o Metallica, que havia sido introduzido no Hall da Fama do Rock and Roll, convidou Mustaine para comparecer à cerimônia. Mustaine foi informado de que não seria introduzido no Hall da Fama porque tais honrarias eram concedidas apenas aos membros que recebiam créditos de gravação em um álbum do Metallica. Mustaine parabenizou o grupo respeitosamente e honrou seu compromisso com a turnê europeia com o Judas Priest. Em abril, o Megadeth e o Slayer co-lideraram o Canadian Carnage. Esta foi a primeira vez que eles se apresentaram juntos em mais de 15 anos. Machine Head e Suicide Silence abriram os quatro shows que ocorreram no final de junho.
Em maio, o Megadeth terminou de gravar seu décimo segundo álbum, Endgame. A data de lançamento de Endgame foi anunciada no site oficial do Megadeth, e a Metal Hammer foi a primeira a analisar o álbum faixa por faixa. O Megadeth começou sua turnê Endgame em outubro e a terminou em dezembro. A turnê contou com vários atos de apoio, incluindo Machine Head, Suicide Silence e Warbringer. Em janeiro de 2010, o Megadeth estava pronto para embarcar na turnê American Carnage com Slayer e Testament, mas a turnê foi adiada devido à cirurgia nas costas de Tom Araya. Várias semanas depois, "Head Crusher" do Megadeth foi indicado para Melhor Performance de Metal no Grammy Awards de 2010, a oitava indicação da banda ao Grammy em 19 anos.

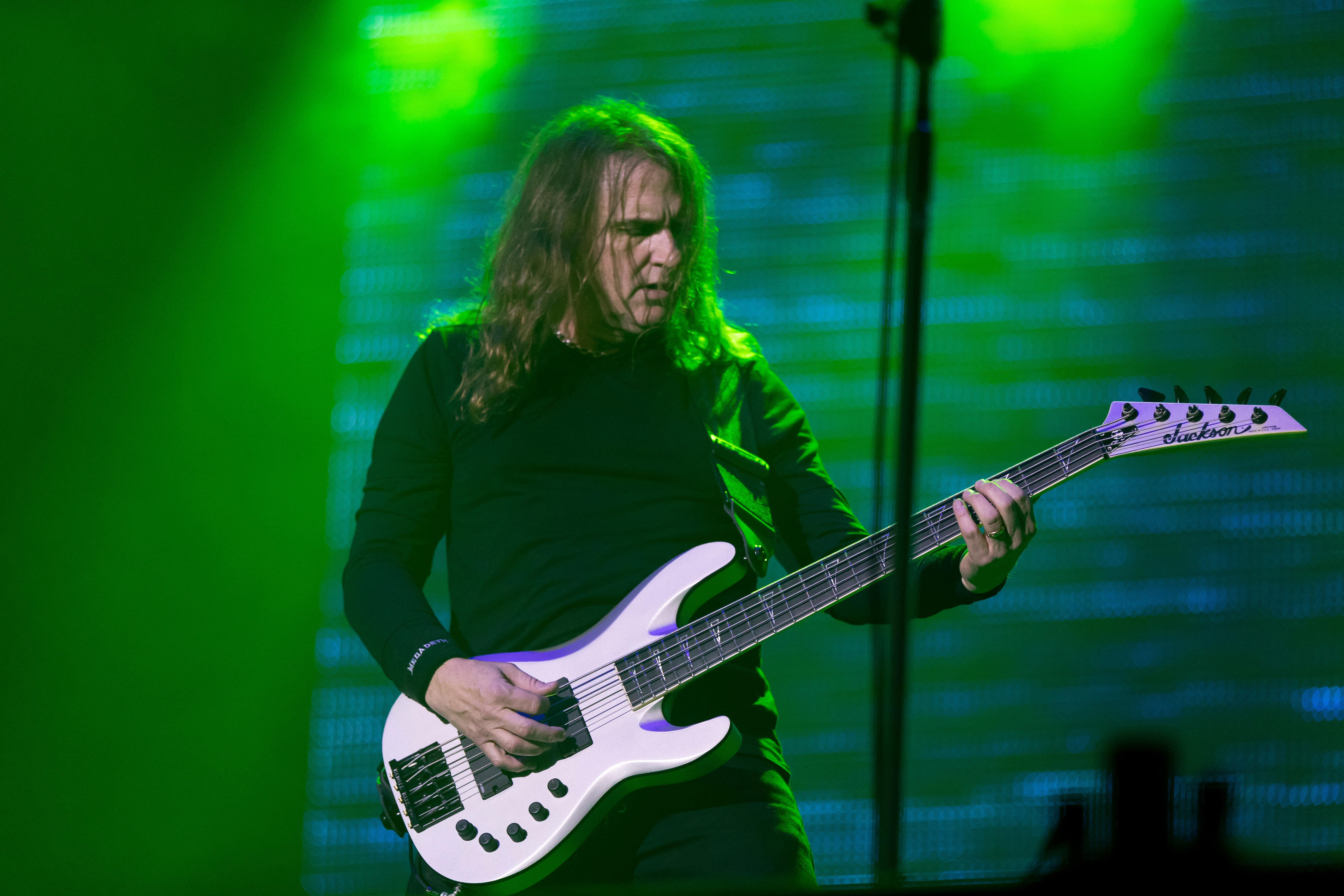
O baixista original David Ellefson voltou ao Megadeth em 2010 após um hiato de oito anos e permaneceu na banda até 2021.

Em março, o Megadeth embarcou na Rust in Peace 20th Anniversary Tour, que aconteceu na América do Norte e teve o apoio do Testament e do Exodus. Durante a turnê, o Megadeth tocou Rust in Peace na íntegra. Antes do início da turnê, o baixista original David Ellefson voltou ao Megadeth depois de oito anos. Em uma entrevista para a Classic Rock, ele afirmou que Shawn Drover o contatou, informando-o que o baixista LoMenzo estava deixando a banda, dizendo "se alguma vez houve um momento para você e Dave [Mustaine] conversarem, é agora".
O Megadeth, junto com o Metallica, o Slayer e o Anthrax, conhecidos coletivamente como os "quatro grandes" do thrash metal, concordaram em se apresentar no mesmo projeto em meados de 2010. Essas apresentações fizeram parte do Sonisphere Festival e foram realizadas em vários países europeus. Uma dessas apresentações em Sófia, Bulgária, foi filmada e lançada como um vídeo completo intitulado The Big Four: Live from Sofia, Bulgaria. Esses shows continuaram no ano seguinte nos Estados Unidos. O primeiro ocorreu em Indio, Califórnia, e foi o único show programado nos Estados Unidos na época, embora uma segunda produção americana tenha sido realizada no Yankee Stadium em Nova Iorque logo depois.
Em julho de 2010, após os shows dos "quatro grandes" europeus, o Megadeth e o Slayer começaram a primeira etapa da American Carnage Tour, onde o Megadeth tocou Rust in Peace na íntegra, enquanto o Slayer tocou seu álbum Seasons in the Abyss, ambos lançados em 1990. A partir desses shows, Vic Rattlehead começou a fazer aparições constantes no palco, para melhorar a faceta visual das apresentações ao vivo do Megadeth. Pouco depois, as duas bandas se uniram ao Anthrax para a Jägermeister Music Tour no final de 2010. Durante o show final da turnê, Kerry King se juntou ao Megadeth no palco do Gibson Amphitheatre em Hollywood para tocar "Rattlehead" do Megadeth. Foi a primeira vez que King se apresentou no palco com o Megadeth desde 1984. O Megadeth e o Slayer dividiram novamente o palco na European Carnage Tour em março e abril de 2011. O Megadeth também foi a atração principal do quarto festival anual Rockstar Mayhem em julho e agosto do mesmo ano.
Em setembro, a banda lançou o álbum em DVD Rust in Peace Live, gravado no Hollywood Palladium em Los Angeles. Mais tarde naquele mês, o Megadeth lançou "Sudden Death" para o videogame Guitar Hero: Warriors of Rock. A música foi encomendada pelos editores da franquia Guitar Hero, que queriam que a faixa apresentasse letras sombrias e vários solos de guitarra. Foi indicada para Melhor Performance de Metal na cerimônia do Grammy de 2011.

### 2011–2014:ThirteeneSuper Collider
O Megadeth retornou ao seu próprio estúdio Vic's Garage em 2011 para gravar seu décimo terceiro álbum, a ser produzido por Johnny K, porque Andy Sneap, o produtor dos dois álbuns anteriores do Megadeth, não estava disponível. O álbum foi intitulado Thirteen e apresentou faixas lançadas anteriormente, como "Sudden Death" e "Never Dead". O álbum foi lançado em novembro de 2011 e alcançou a décima primeira posição na Billboard 200; seu primeiro single "Public Enemy No. 1" recebeu uma indicação ao Grammy de Melhor Performance de Hard Rock/Metal, mas não venceu. Pouco depois do lançamento do álbum, Dave Mustaine declarou que, após um hiato de quatro anos, haveria uma nova turnê Gigantour no início de 2012. A formação consistia em Motörhead, Volbeat e Lacuna Coil ao lado do Megadeth. Após a conclusão do Gigantour, Rob Zombie e o Megadeth embarcaram em uma turnê de nove datas como atração principal nos Estados Unidos no verão de 2012.
Em setembro de 2012, foi anunciado que o Megadeth relançaria Countdown to Extinction em homenagem ao 20º aniversário do álbum. Para marcar a ocasião, o Megadeth lançou uma turnê na qual a banda tocou o álbum ao vivo na íntegra. Uma apresentação, filmada no Pomona Fox Theater, foi lançada como um álbum ao vivo, Countdown to Extinction: Live, no ano seguinte. Outra faixa do Thirteen, "Whose Life (Is It Anyways?)", foi indicada para Melhor Performance de Hard Rock/Metal no Grammy Awards de 2013, mas perdeu para "Love Bites (So Do I)" do Halestorm.

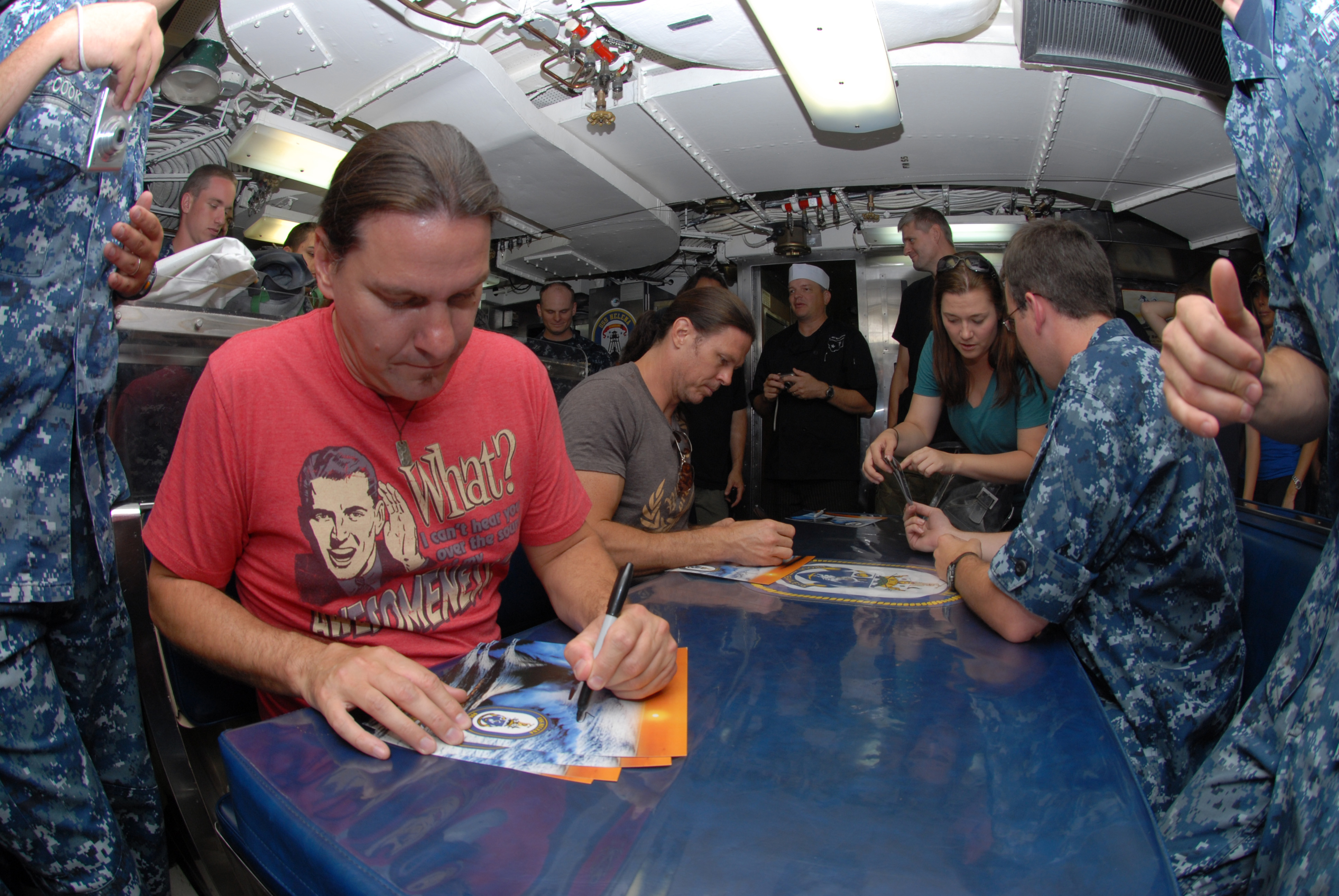
Shawn Drover e Chris Broderick assinam autógrafos a bordo do submarino de ataque da classe Los Angeles USS Helena (SSN-725).

Em agosto, o Megadeth anunciou a gravação de seu décimo quarto álbum com o produtor Johnny K. No início de 2013, o Megadeth deixou a Roadrunner Records para a recém-fundada gravadora de Mustaine, a Tradecraft, distribuída pela Universal Music Group. O álbum, Super Collider, foi lançado em junho e estreou na sexta posição na Billboard 200, a posição mais alta da banda nas paradas desde Youthanasia, de 1994. A reação crítica ao álbum, no entanto, foi mista, com críticas direcionadas ao desvio do álbum do som tradicional de metal da banda. Logo após o lançamento de Super Collider, Mustaine declarou que já havia começado a pensar em um décimo quinto álbum do Megadeth. Ele disse que isso foi estimulado pela morte do guitarrista do Slayer, Jeff Hanneman, o que lhe deu uma sensação de mortalidade. Mustaine elaborou: "Você sabe, o tempo é curto. Ninguém sabe quanto tempo vai viver. Você viu o que aconteceu com Jeff Hanneman, então eu quero escrever o máximo que puder enquanto posso."
A edição de 2013 do Gigantour contou com Black Label Society, Hellyeah, Device e Newsted como bandas de abertura. No show final, Jason Newsted, ex-baixista do Metallica, se juntou ao Megadeth no palco para tocar "Phantom Lord", uma música que Mustaine co-escreveu durante sua passagem pelo Metallica. No início de 2014, o Megadeth estava programado para tocar no festival Soundwave na Austrália, mas desistiu devido a um desentendimento com o promotor da turnê A. J. Maddah sobre os shows paralelos da banda com Newsted. Icon, uma compilação de onze músicas do material da era Capitol do Megadeth, foi lançada como parte da série Icon da Universal Music em fevereiro.
O Megadeth encontrou vários contratempos ao longo de 2014. Depois que o irmão de Ellefson morreu de câncer em maio, a banda cancelou as datas da turnê de junho para permitir que ele lamentasse. Um show planejado para agosto em Tel Aviv foi cancelado devido a um conflito armado entre Israel e Gaza. O Megadeth estava programado para aparecer no cruzeiro Motörboat do Motörhead no final de setembro, mas desistiu por causa das complicações de Mustaine após sua cirurgia na coluna cervical. Em outubro, a sogra de Mustaine, que sofria de Alzheimer, desapareceu de um acampamento; seus restos mortais foram descobertos no final de novembro. No mesmo mês, Drover deixou a banda depois de dez anos, querendo seguir seus próprios interesses musicais, mas disse que é grato pela carreira que Mustaine lhe deu. Isso foi rapidamente seguido pela saída de Broderick, devido a diferenças artísticas e musicais. Ellefson negou os rumores de que o Megadeth iria se separar e disse que ele e Mustaine continuariam trabalhando em novas músicas. Mustaine disse mais tarde que uma das razões para a saída de Broderick e Drover foi sua frustração com a base de fãs do Megadeth exigindo uma reunião com Friedman e Menza.

### 2015–2018:Dystopia
O baterista do Lamb of God, Chris Adler, e o guitarrista Kiko Loureiro, do Angra, foram trazidos para se apresentar no décimo quinto álbum de estúdio do Megadeth depois que Mustaine tentou, sem sucesso, reunir a formação do Rust in Peace. Em outubro de 2015, o Megadeth transmitiu "Fatal Illusion" do álbum Dystopia, que foi lançado em janeiro de 2016. Em apoio ao Dystopia, o Megadeth embarcou em uma turnê norte-americana em fevereiro e março com Suicidal Tendencies, Children of Bodom e Havok (embora Havok tenha sido logo removido da turnê pela administração do Megadeth após uma disputa sobre um contrato). Mustaine anunciou que Adler, que estava se apresentando com o Lamb of God e o Megadeth, não estava mais na banda devido a conflitos de agenda entre as duas bandas. Ele foi substituído por Dirk Verbeuren do Soilwork, por recomendação de Adler. Uma segunda turnê pelos EUA ocorreu em setembro e outubro, com o apoio de Amon Amarth, Suicidal Tendencies, Metal Church, e Butcher Babies. O ex-baterista Menza morreu de ataque cardíaco em 21 de maio de 2016, enquanto se apresentava com o OHM em um clube de jazz em Los Angeles.
Questionado sobre quaisquer outros shows do Big Four, Mustaine pediu que "os poderosos" ajudassem a montar uma nova turnê do Big Four em 2017, já que todas as respectivas bandas estavam promovendo novos álbuns. A faixa-título do Dystopia ganhou o prêmio Grammy de Melhor Performance de Metal no Grammy Awards de 2017, a primeira vitória da banda após 12 indicações. Mustaine, Loureiro, Ellefson e Verbeuren compareceram à cerimônia; no entanto, o baterista do álbum e ganhador do prêmio Chris Adler não compareceu. Ao aceitar o prêmio, a banda da casa tocou "Master of Puppets", da antiga banda de Mustaine, Metallica, causando alguma controvérsia entre os fãs.
Em uma entrevista de junho de 2017 com No Brown M&Ms, Mustaine disse que o Megadeth entraria em estúdio no final do ano para começar a trabalhar em seu décimo sexto álbum de estúdio. Um mês depois, Mustaine declarou no Twitter que havia começado a "coletar ideias" para o novo álbum, mas afirmou que eles "provavelmente" entrariam em estúdio em meados de 2018 para começar a gravá-lo para um lançamento em 2019. A banda se juntou ao Scorpions para uma turnê co-headlining no outono de 2017.
Em 2018, o Megadeth comemorou seu 35º aniversário relançando seu álbum de estreia de 1985, Killing Is My Business... And Business Is Good!, apelidado de Killing Is My Business... and Business Is Good! - The Final Kill em 8 de junho de 2018, como um pacote deluxe contendo versões remasterizadas de todas as músicas da visão pretendida por Mustaine, uma versão recortada de "These Boots" liricamente ajustada à versão de Lee Hazlewood, raras apresentações ao vivo de músicas do álbum durante a turnê Live in the Flesh de Alice Cooper e a demo de três músicas de 1984.

### 2019–2023: Segunda saída de Ellefson eThe Sick, the Dying... and the Dead!
Em 10 de maio de 2019, o Megadeth entrou no estúdio em Franklin, Tennessee, para começar a pré-produção do próximo álbum, mais uma vez se unindo ao coprodutor do Dystopia, Chris Rakestraw. Em 17 de junho, a banda anunciou que todos os shows agendados para 2019 (com exceção do MegaCruise) seriam cancelados devido ao diagnóstico de câncer de garganta em Mustaine; de todas as datas canceladas, a banda estava programada para dar suporte a Ozzy Osbourne na etapa norte-americana da turnê No More Tours II, que havia sido adiada do verão de 2019 para o verão de 2020 devido a Osbourne ter sofrido uma lesão enquanto lidava com pneumonia. Eles foram substituídos por Marilyn Manson. Apesar da doença de Mustaine, a banda prometeu continuar trabalhando em seu novo álbum. Em 6 de novembro, Mustaine compartilhou um vídeo no Instagram provocando uma faixa do próximo álbum da banda, que foi originalmente programado para ser lançado em 2019. Em 17 de julho, o Megadeth anunciou sua parceria com a Gimme Radio e a Richard Childress Racing no No. 2 Gimme Radio Chevrolet Camaro, que foi pilotado pelo piloto da Xfinity Series Tyler Reddick na New Hampshire 200 em 20 de julho. Em 21 de agosto, a banda anunciou que embarcaria em sua primeira turnê desde a doença de Mustaine em janeiro e fevereiro de 2020, com Five Finger Death Punch e Bad Wolves apoiando na turnê europeia.
A banda estava originalmente programada para se apresentar no primeiro MegaCruise para coincidir com o lançamento do próximo álbum, com partida prevista para 13 de outubro de 2019, de Los Angeles e chegada aos portos de San Diego e Ensenada antes de retornar em 18 de outubro, incluindo apresentações de bandas de heavy metal como Lamb of God, Anthrax, Testament, Overkill, Corrosion of Conformity, Queensrÿche, Armored Saint, Metal Church, Suicidal Tendencies, DragonForce, Doro, John 5, Death Angel e Toothgrinder, no entanto, Mustaine não estava presente devido à sua doença. Em vez disso, foi uma apresentação ao vivo com membros de cada banda tocando músicas do Kiss.

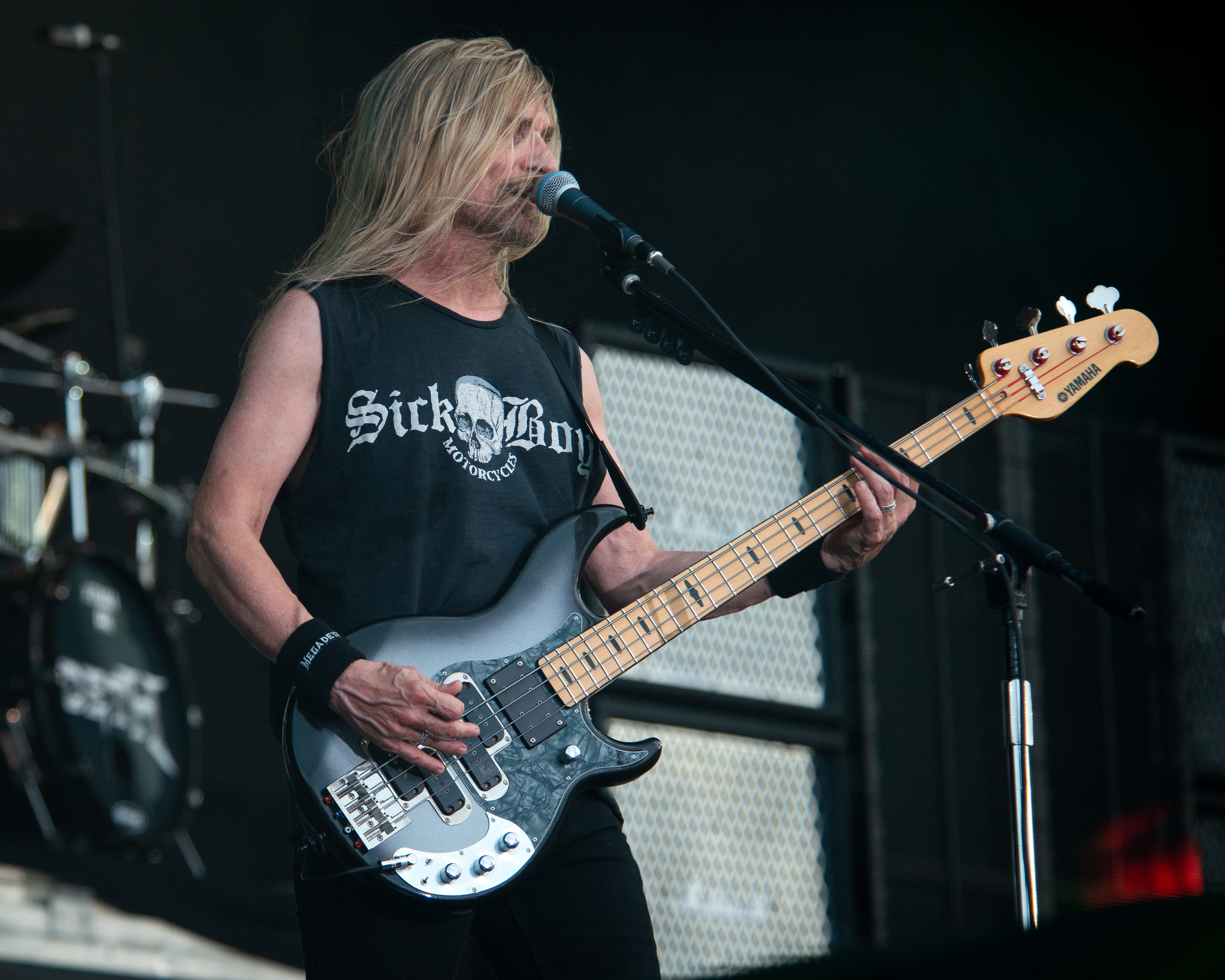
O baixista James LoMenzo voltou ao Megadeth em 2022, depois que seu substituto David Ellefson foi demitido do grupo no ano anterior.

O Megadeth estava originalmente programado para embarcar em uma turnê co-headlining na América do Norte com Lamb of God apelidada de "The Metal Tour of the Year" no verão de 2020, com Trivium e In Flames como bandas de apoio, mas foi adiada devido à pandemia de COVID-19. A turnê foi remarcada para o verão de 2021, com Hatebreed substituindo In Flames devido a este último ter sido forçado a se retirar da formação devido a problemas de visto internacional causados pela pandemia. O Megadeth voltou ao estúdio em Nashville em meados de 2020 para retomar a gravação de seu novo álbum, provisoriamente planejado para ser lançado em 2021. Ao hospedar uma Masterclass "Front Row Live" para fãs via Zoom em 9 de janeiro de 2021, Mustaine anunciou que o título do décimo sexto álbum da banda seria chamado The Sick, the Dying... and the Dead!, no entanto, ele indicou que o título pode estar sujeito a alterações.
Em maio de 2021, vídeos sexualmente explícitos de Ellefson vazaram para as redes sociais. Os vídeos, supostamente gravados por um fã de 19 anos que estava em correspondência com Ellefson, levaram a acusações iniciais de aliciamento infantil. Ellefson e o fã negaram essas alegações em declarações separadas e sustentaram que seus encontros foram consensuais. Em 24 de maio, o Megadeth emitiu um comunicado anunciando a demissão de Ellefson da banda. Ellefson confirmou mais tarde que ele havia sido demitido dez dias antes, em 14 de maio; os vídeos surgiram originalmente em 10 de maio. Após a controvérsia, Mustaine disse que não haveria chance de Ellefson retornar à banda, enquanto Ellefson disse que entraria com uma ação legal contra os vídeos vazados.
No programa Gimme Radio de Mustaine, The Dave Mustaine Show, em 17 de junho, ele disse que as faixas de baixo gravadas por Ellefson em maio de 2020 não apareceriam no próximo álbum e seriam regravadas por um baixista diferente, que foi concluído pouco tempo depois, mas não disse quem era. Ele também revelou o título de uma música do álbum chamada "The Dogs of Chernobyl". Mustaine confirmou logo depois que um novo baixista foi escolhido com uma foto mostrando o braço do baixo e o membro desconhecido sendo mostrado no chão atrás de uma cadeira, no entanto, ele não revelou o nome, mas o anunciaria em breve. O ex-baixista James LoMenzo substituiu a próxima turnê da banda com Lamb of God, enquanto Steve DiGiorgio do Testament se apresentou como baixista de sessão em The Sick, the Dying... and the Dead!, que foi lançado em setembro de 2022. LoMenzo foi anunciado como baixista oficial da banda em maio de 2022.
Após vários teasers, "We'll Be Back", o primeiro single do disco, foi lançado em 23 de junho, junto com a lista de faixas, seguido pelos próximos singles "Night Stalkers" e "Soldier On!", lançados em 22 de julho e 12 de agosto respectivamente.
Em novembro de 2022, a banda lançou um cover de uma música do Judas Priest intitulada "Delivering The Goods" de seu álbum de 1978, Killing Machine.
Em 27 de fevereiro de 2023, o Megadeth foi acompanhado pelo ex-guitarrista Marty Friedman, onde eles tocaram três músicas no Budokan do Japão. Isso marcou a primeira apresentação de Friedman com a banda desde 2000. Em 23 de junho, o ex-baterista Lee Rausch morreu aos 58 anos.

### 2023–presente: Saída de Kiko Loureiro e próximo décimo sétimo álbum de estúdio
Em 6 de setembro de 2023, foi anunciado que o guitarrista Kiko Loureiro deixaria temporariamente a parte norte-americana da turnê e que seria substituído por Teemu Mäntysaari. Em 20 de novembro de 2023, Mäntysaari se juntou ao Megadeth como guitarrista principal, depois que Loureiro anunciou que estenderia sua ausência da banda. Loureiro disse em uma entrevista de podcast em 28 de novembro de 2023 que não estava mais na banda. Loureiro explicou sua saída em uma entrevista de janeiro de 2024 com a Guitar World, dizendo: "Eu tinha duas opções viáveis: estar no Megadeth ou não. Eu escolhi minha vida pessoal. Sem arrependimentos".
Em uma entrevista de dezembro de 2023 no The SDR Show, Mustaine revelou sua intenção de lançar pelo menos mais três álbuns de estúdio como Megadeth, com o primeiro a ser lançado em 2025: "Se levar dois anos entre um álbum — digamos que sim, se eu conseguir lançá-los rápido — provavelmente serão três anos, mas digamos que são dois anos. E eu lancei um álbum. Ainda temos cerca de um ano restante neste, pelo menos. Então isso nos levará até 2025."

## Controvérsias
Mustaine fez inúmeras declarações inflamatórias na imprensa, geralmente sobre questões com ex-companheiros de banda do Metallica. A rivalidade surgiu de sua expulsão da banda, como ela foi conduzida e desacordos sobre os créditos de composição. Mustaine expressou sua raiva no filme Metallica: Some Kind of Monster, em uma cena que ele mais tarde desaprovou, pois sentiu que foi mal caracterizado e que não representava toda a extensão do que aconteceu durante a reunião.
Durante uma apresentação ao vivo de "Anarchy in the U.K." em um show de 1988 em Antrim, Irlanda do Norte, Mustaine dedicou a música à "causa" de "devolver a Irlanda aos irlandeses!". Antes da música final, Mustaine disse: "Esta é pela causa! Devolvam a Irlanda aos irlandeses!". Isso provocou um tumulto e brigas entre o público entre os nacionalistas irlandeses, a maioria dos quais são católicos, e os predominantemente protestantes e unionistas britânicos presentes. A banda teve que viajar em um ônibus à prova de balas de volta para Dublin. Este incidente serviu de inspiração para a música "Holy Wars... The Punishment Due".
Letras controversas ou mal interpretadas causaram complicações para a banda. Em 1988, a MTV considerou que a música "In My Darkest Hour" encorajava o suicídio e proibiu o vídeo. A estação proibiu o vídeo de "À Tout le Monde" pelo mesmo motivo, embora Mustaine tenha dito que a música foi escrita da perspectiva de um homem moribundo dizendo suas últimas palavras para seus entes queridos. Segundo ele, a MTV considerou os vídeos de "Skin o' My Teeth" e "Symphony of Destruction" um "pouco duros demais" e se recusou a reproduzi-los.
Durante uma turnê mundial em 2001, o governo da Malásia cancelou o show da banda na capital do país porque as autoridades tinham uma percepção negativa da imagem e da música do grupo. O governo considerou o mascote da banda, Vic Rattlehead, como inapropriado e disse aos membros que eles seriam presos se se apresentassem. Dave Mustaine respondeu: "Eu reconheço o que o governo da Malásia está tentando fazer, e é admirável que eles tentem proteger os jovens do país. Mas isso apenas mostra o grau de ignorância e apatia que o governo tem em relação ao problema."
Em 2003, após se recuperar de uma lesão no braço que ameaçava encerrar sua carreira, Mustaine se tornou um cristão renascido. Uma pequena controvérsia foi desencadeada pelo anúncio de Mustaine de que o Megadeth não tocaria certas músicas ao vivo devido à sua conversão. Em maio de 2005, Mustaine supostamente ameaçou cancelar shows na Grécia e em Israel com as bandas de metal extremo Rotting Christ e Dissection devido às crenças anticristãs das bandas. Isso fez com que as duas bandas cancelassem apresentações.
Em julho de 2004, o ex-baixista Ellefson processou Mustaine por US$18,5 milhões no Tribunal Distrital dos Estados Unidos para o Distrito Sul de Nova Iorque. Ellefson alegou que Mustaine o enganou em lucros, incluindo mercadorias da turnê e royalties de publicação. O processo foi indeferido em 2005, e Mustaine entrou com uma reconvenção alegando que Ellefson havia usado o nome da banda em um anúncio de equipamento musical; o processo foi resolvido fora do tribunal.
Em 10 de maio de 2021, vídeos sexualmente explícitos de Ellefson foram postados no Twitter. Os vídeos, supostamente gravados por um fã com quem Ellefson estava se correspondendo, inicialmente levaram a acusações de aliciamento infantil. No entanto, Ellefson e a outra parte negaram as acusações, e o fã alegou publicamente que era um adulto consentido e que os vídeos foram divulgados sem saber por um terceiro. O Departamento de Polícia de Scottsdale (SPD) foi contatado por Ellefson, que buscou acusações por pornografia de vingança. Ellefson fez um teste de polígrafo para confirmar suas alegações e apresentou à polícia uma foto da carteira de motorista do fã para provar sua idade. Ele também compartilhou capturas de tela de mensagens do Snapchat e do WhatsApp relacionadas às alegações. A parceira de Ellefson admitiu que havia compartilhado o vídeo com alguns amigos, mas não tinha certeza de como ele vazou para outras pessoas. O relatório do SPD afirma que a fã "estava arrependida e concordou em enviar uma declaração nas redes sociais no... Instagram" de que eles eram "adultos dispostos e consentidos durante seu encontro sexual virtual mútuo". Ellefson então postou sua declaração e uma das suas em 10 de maio, afirmando que as alegações de aliciamento eram falsas. Ellefson afirmou que não foi extorquido de forma alguma e acredita que os vídeos de seu encontro adulto consensual não foram vazados intencionalmente. Uma declaração oficial divulgada no dia seguinte pelo Megadeth afirmou que a situação estava sendo "observada de perto". Mustaine anunciou em 24 de maio de 2021 que Ellefson foi demitido da banda.

## Arte

### Influências e estilo
Bandas tradicionais de heavy metal como UFO, Black Sabbath, Budgie, Judas Priest, bandas da nova onda de heavy metal britânico (NWOBHM) como Raven, Motörhead, Iron Maiden, Diamond Head e Venom, e bandas de punk rock como Sex Pistols e Ramones tiveram uma influência significativa no som do Megadeth. Bandas de hard rock como AC/DC, Queen, Led Zeppelin, e Rush, assim como bandas alemãs como Scorpions e Accept, também foram influentes no estilo de guitarra do grupo. Embora a música tenha raízes no punk, o professor universitário Jason Bivins escreveu que o Megadeth seguiu o modelo básico do Motörhead e do Iron Maiden. Ele descreveu o estilo como uma mistura de "virtuosismo instrumental do NWOBHM com a velocidade e agressividade do hardcore punk", ao mesmo tempo em que extraía inspiração lírica da banda punk de terror Misfits. Mustaine também listou álbuns dos Beatles e David Bowie como gravações que o influenciaram.
Mustaine é o principal compositor da banda. Ele desenvolve músicas começando com um riff específico que, com modificações, se torna a parte central da música. Ele disse que os fragmentos das músicas são compostos separadamente e, então, a banda faz uma estrutura compacta a partir deles. O baterista Shawn Drover afirmou que Mustaine salvou muitos riffs ao longo dos anos e que alguns materiais recentes são baseados nessas gravações demo. Ellefson afirmou que a banda cria constantemente novos materiais e que fazer uma gravação começa com a troca de ideias, após o que a banda entra no estúdio e discute o conceito, a direção, a arte e os títulos das músicas. As letras geralmente são escritas depois que a música é arranjada. Discutindo as letras da banda, Mustaine disse que muitos dos temas são derivados da literatura, como os romances de George Orwell.
A música do Megadeth e seus contemporâneos do metal underground da década de 1980 apresentava vocais ásperos, padrões de bumbo duplo, riffs staccato, acordes de potência, palhetada de tremolo e trabalho de guitarra estridente; os álbuns desse período foram produzidos com orçamentos baixos. Depois de formar o Megadeth, Mustaine seguiu o estilo thrash metal de sua banda anterior, Metallica, com mais ênfase na velocidade e intensidade. Quando solicitado a descrever o estilo de guitarra do Megadeth, Mustaine respondeu: "Quando você vai a um show e vê um guitarrista que fica parado ali, esse é um guitarrista. Um guitarrista thrash é um cara que toca como se quisesse bater nas entranhas da guitarra." A maioria das músicas é gravada na afinação padrão da guitarra, pois Mustaine acredita que ela fornece uma melodia superior aos métodos alternativos de afinação. Em 2017, David Ellefson falou em uma entrevista sobre como a banda recentemente começou a usar uma afinação mais baixa, dizendo: "é natural com a idade, para os cantores pode ser uma luta, então, em vez de desistir, do que não tocar, como você contorna isso? Bem, vamos largar as guitarras, vamos encontrar uma maneira de contornar isso."
Durante os primeiros dias da banda, Mustaine era o guitarrista base, enquanto Chris Poland tocava solo. Poland tocou apenas nos dois primeiros álbuns do Megadeth na época do lançamento do livro; (ele tocaria no álbum de 2004 The System Has Failed); os jornalistas musicais Pete Prown e Harvey P. Newquist o creditam por tornar a música mais colorida por causa de suas influências de jazz. De acordo com o ex-editor do Metal Maniacs Jeff Wagner, as técnicas de composição da banda atingiram o pico com o quarto álbum, Rust in Peace, que ele descreveu como uma "onda de precisão e fluidez, cumprindo a reivindicação do Megadeth de ser a banda de speed metal de última geração do mundo". O musicólogo Glenn Pillsbury afirmou que o trabalho de guitarra no álbum foi uma mistura do "caos controlado" de Mustaine e do "brilho técnico" de Marty Friedman. Os trabalhos de estúdio lançados em meados e no final da década de 1990 apresentavam canções com estruturas compactas e riffs menos complicados.
As letras do Megadeth geralmente focam em morte, guerra, política e religião. O lirismo centra-se em temas niilistas, mas ocasionalmente lida com tópicos como alienação e problemas sociais. Os primeiros lançamentos apresentavam temas como ocultismo, violência gráfica e satanismo. A guerra nuclear e a conspiração governamental foram preocupações em álbuns como Rust in Peace e Countdown to Extinction. Durante o pico comercial do Megadeth, Mustaine elaborou temas mais pessoais, como vício e relacionamentos íntimos. Para as letras de Cryptic Writings, Mustaine disse que queria escrever músicas que tivessem mais apelo para um público mais amplo. O título de United Abominations é um jogo satírico com o nome das Nações Unidas; Mustaine criticou a ineficácia da organização em várias músicas daquele álbum.

### Legado
Tendo vendido mais de 50 milhões de unidades em todo o mundo, o Megadeth é uma das poucas bandas da cena underground do metal americano dos anos 1980 a ter alcançado sucesso comercial em massa. Junto com os contemporâneos Metallica, Slayer e Anthrax, o Megadeth é considerado um dos principais grupos fundadores do thrash metal. Essas bandas são frequentemente chamadas de "quatro grandes" do thrash metal, responsáveis pelo desenvolvimento e popularização do gênero. A Loudwire classificou o Megadeth como a terceira melhor banda de thrash metal de todos os tempos, elogiando as "letras provocantes e o virtuosismo alucinante" do grupo. O CMJ New Music Report chamou o álbum de estreia da banda de um lançamento seminal e um representante da "era de ouro do speed metal". A Billboard chamou o segundo álbum da banda de Peace Sells... but Who's Buying? um "marco do movimento thrash" cujas letras ainda considerava relevantes. A MTV também reconheceu a banda como um ato influente do metal, destacando o aspecto técnico dos primeiros álbuns.
O Megadeth é considerado um dos grupos musicalmente mais influentes que se originou na década de 1980. Como parte do movimento thrash metal americano inicial, a música da banda foi uma influência direta no death metal. O sociólogo Keith Kahn-Harris escreveu que o sucesso mainstream do Megadeth foi uma das razões para a expansão do metal extremo para países onde antes era desconhecido. A banda influenciou muitas bandas de metal, incluindo Sepultura, Pantera, Slipknot, Bullet for My Valentine, Trivium, Avenged Sevenfold, Arch Enemy, Children of Bodom, Lamb of God, As I Lay Dying, All That Remains, Evile e Toxic Holocaust. De acordo com a Nielsen SoundScan, o Megadeth vendeu 9,2 milhões de cópias de seus álbuns nos Estados Unidos entre 1991 e 2014.

## Membros
Atuais membros

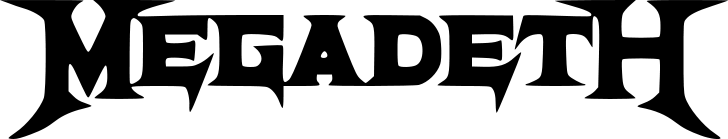
Logotipo da banda, usado na maioria das capas de álbuns.

- Dave Mustaine - vocal, guitarra (1983–2002, 2004–atualmente)
- Teemu Mäntysaari - guitarra, vocal de apoio (2023-atualmente)
- Dirk Verbeuren - bateria (2016-atualmente)
- James LoMenzo - baixo (2006-2010, 2022-atualmente)

Linha do tempo

## Discografia

#### Álbuns de estúdio
- Killing Is My Business... and Business Is Good! (1985)
- Peace Sells... but Who's Buying? (1986)
- So Far, So Good... So What! (1988)
- Rust in Peace (1990)
- Countdown to Extinction (1992)
- Youthanasia (1994)
- Cryptic Writings (1997)
- Risk (1999)
- The World Needs a Hero (2001)
- The System Has Failed (2004)
- United Abominations (2007)
- Endgame (2009)
- Thirteen (2011)
- Super Collider (2013)
- Dystopia (2016)
- The Sick, the Dying... and the Dead! (2022)